# Andrew Parker Bowles
Andrew Henry Parker Bowles OBE (* 27. Dezember 1939 in England) ist ein britischer Offizier des Heeres im Ruhestand. Er war der erste Ehemann der heutigen Queen Consort Camilla.

## Biografie
Andrew Henry Parker Bowles wurde am 27. Dezember 1939 geboren. Er ist das älteste von vier Kindern von Derek Henry Parker Bowles, einem Urenkel des 6. Earl of Macclesfield, und seiner Frau Dame Ann, Tochter des Multimillionärs Sir Humphrey de Trafford, 4. Baronet. Seine Eltern waren enge Freunde der „Queen Mum“ Elizabeth Bowes-Lyon. Parker Bowles war Page bei der Krönung von Elisabeth II. 1953. Er war an jenem Tag für das Tragen des Coronets des Lord High Chancelors Gavin Simonds, 1. Viscount Simonds zuständig.
Parker Bowles besuchte das Ampleforth College und die Royal Military Academy Sandhurst. 1960 wurde er bei den Royal Horse Guards (The Blues, ab 1969 Blues and Royals) aufgenommen. Mehrfach befördert erreichte er 1994 den Rang eines Brigadiers (Brigadegeneral). 1994 ging er in den Ruhestand.
Als Amateurreiter nahm Parker Bowles 1969 am Grand National Pferdehindernisrennen teil. In seinen jüngeren Jahren spielte er im gleichen Poloteam wie der nachmalige König Charles III. (damals noch Prince of Wales).
Anfang der 1970er Jahre hatte Parker Bowles eine Beziehung mit Prinzessin Anne. 1973 heiratete er Camilla Shand, die zuvor eine Beziehung mit Prinz Charles gehabt hatte. Aus der Ehe gingen zwei Kinder hervor, Tom (* 1974) und Laura (* 1978). Die Ehe wurde 1995 geschieden. 1996 heiratete Parker Bowles Rosemary Pitman, die 2010 an Krebs starb.
Von 2003 bis 2004 posierte Parker Bowles Lucian Freud für das Gemälde The Brigadier. 2015 wurde das Werk für 34,89 Millionen US-Dollar bei Christie’s verkauft.

## Film und Fernsehen
- Charles und Camilla – Liebe im Schatten der Krone, Spielfilm (2005) von Simon Wilson dargestellt[8]
- The Crown von Andrew Buchan (Staffel 3/4, 2019/21) und Daniel Flynn (Staffel 5, 2022) dargestellt.[9]